# Teknisk apparat
 "Apparatur" omdirigeres hertil. For anden betydning, se Apparatur (tidsskrift).
Et teknisk apparat, teknisk indretning, teknisk anordning, teknisk enhed er fx mekaniske, hydrauliske eller elektroniske genstande, med en teknisk funktion - og som er sammensat af et antal tekniske dele.
Sædvanligvis bruges apparat-betegnelsen kun om redskaber, som er sammensat af et antal dele. Man vil næppe kalde en lup eller en proptrækker apparat. Der synes at skulle være et mekanisk element til stede.